# Stora Ådskär (vid Örö, Kimitoön)
Stora Ådskär är en ö i Finland. Den ligger i Norra Östersjön eller Skärgårdshavet vid Örö i kommunen Kimitoön i den ekonomiska regionen  Åboland i landskapet Egentliga Finland, i den sydvästra delen av landet. Ön ligger omkring 74 kilometer söder om Åbo och omkring 150 kilometer väster om Helsingfors.
Öns area är 8 hektar och dess största längd är 430 meter i nord-sydlig riktning.